# Diocèse de Bath et Wells
Le diocèse de Bath et Wells (en anglais : diocese of Bath and Wells) est un diocèse anglican de la Province de Cantorbéry. Il s'étend sur le Somerset et une partie du Dorset. Son siège est la cathédrale de Wells.
Le diocèse de Wells est créé en 909. En 1090, le siège épiscopal est déplacé à Bath. L'abbaye de Glastonbury est annexée au diocèse en 1197 et devient son nouveau siège ; toutefois, les moines de Glastonbury refusant l'autorité de l'évêque, le diocèse est alors appelé diocèse de Bath et Glastonbury. En 1219, l'évêque Jocelin de Wells abandonne Glastonbury et redevient évêque de Bath. Le titre devient officiellement « évêque de Bath et Wells » en 1245.